# IC 802
IC 802 — галактика типу * (зірка) у сузір'ї Дракон.
Цей об'єкт міститься в оригінальній редакції індексного каталогу.